# Aurora Airlines
Aurora Airlines je bila slovenska letalska družba, ki je delovala med letoma 2005 in 2009. 

## Zgodovina delovanja
Letalska družba se je ukvarjala s čarterskimi poleti, poleg tega je opravljala redne polete med Prištino in mesti v Nemčiji, Avstriji in Italiji za potrebe kosovske letalske družbe Air Kosova. Eno izmed svojih letal je družba prebarvala za potrebe Air Kosova. 
Družba je bila sprva v poslovnem partnerstvu z Adrio Airways, vendar posel ni zaživel. Njeno matično letališče je bilo v Mariboru, ustanovitelj družbe pa nekdanji pilot Adrie Boris Praprotnik. Znana je bila po aferi, zaradi katere je leta 2006 moral odstopiti predsednik uprave Adrie Airways Iztok Malačič.

## Destinacije
Slovenija
- Maribor - Letališče Edvarda Rusjana Maribor (baza)

 Kosovo
- Priština - Mednarodno letališče Priština (dodatna baza)

## Flota
Družba Aurora Airlines je uporabljala naslednja letala:
Eno izmed letal McDonnell Douglas MD-82 z registrsko oznako S5-ACC je za namen razstavnega eksponata odkupil Letalski center Maribor: Letališka cesta 30, Miklavž na Dravskem polju in je parkirano na šporni strani letališča Maribor ter je na voljo za ogled obiskovalcem.